# Jezioro Charzykowskie
Jezioro Charzykowskie, der Łukomie-See, (deutsch Müskendorfer See; kaschubisch Charzëkòwsczé Jezoro) ist ein durchfließender Rinnensee in der Woiwodschaft Pommern, im Kreis Chojnice, in der Gemeinde Chojnice (Gemeinde Konitz), der sich auf dem Gebiet der Charzykowo-Ebene befindet.

## Allgemeine Informationen
Die Fläche des Sees beträgt 1.363,8 Hektar. Im Sommer finden dort Segelveranstaltungen, Regatten und andere Ereignisse im Zusammenhang mit der Segelkultur statt, darunter auch ein Segellied-Festival.
Der See liegt im Umkreis des Nationalparks „Bory Tucholskie“ und grenzt im Nordosten an dessen streng geschütztes Gebiet. Gleichzeitig liegt er innerhalb des Landschaftsschutzgebiets „Zaborski Park Krajobrazowy“ und des Vogelschutzgebiets „Wielki Sandr Brdy“ (PLB220001). Der See Charzykowskie ist im Norden über die Fließgewässer der Brda mit dem Gewässer des Sees Karsińskie verbunden. Zusammen bedecken sie eine Fläche von etwa 2039 Hektar, was den Charzykowskie-See auf den 12. Platz unter den größten Seen Polens bringen würde.
In der Zwischenkriegszeit war der Charzykowskie-See der größte See in Westpolen, und Charzykowy war ein Hauptzentrum für Segeln und Bootssport. Bis heute werden auf dem See Regatten und Trainingslager für Segler veranstaltet. Rund um den See gibt es mehrere Ortschaften (Łukomie – früher Hohenkamp, Kopernica – früher Kupfermühle, Funka – früher v, Stary Młyn, Małe Swornegacie – Neu Schwornigatz) mit Stränden, Übernachtungs- und gastronomischen Einrichtungen sowie Wassersportverleihen. Über den See verlaufen elektrische Bootsfahrten mit dem Schiff der Żeglugi Charzykowskiej (der See liegt im Umkreis des Nationalparks).
Der See beherbergt mehrere Inseln.

## Morfometrische Daten
Die Wasseroberfläche hat je nach verschiedenen Quellen eine Größe von 1336,0 ha bis 1363,8 ha[3].
Die Wasseroberfläche befindet sich in einer Höhe von 120,0 m ü. NN oder 121,0 m ü. NN. Die durchschnittliche Tiefe des Sees beträgt 9,8 m, während die maximale Tiefe 30,5 m beträgt.
Basierend auf Untersuchungen aus dem Jahr 2003 wurde das Wasser des Sees der II. Reinheitsklasse zugeordnet.